# Roger Daltrey

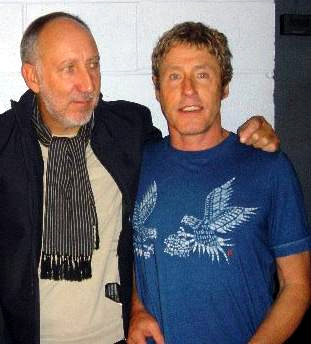
Roger Daltrey (dreapta) împreună cu Pete Townshend, colegul său de la The Who

Sir Roger Harry Daltrey (n. 1 martie 1944, Greater London, Anglia, Regatul Unit) este un cântăreț britanic, membru fondator al formației The Who.

## Discografie
- Daltrey (Aprilie 1973)
- Ride a Rock Horse (Iulie 1975)
- Lisztomania (1975 - muzică de film)
- One of The Boys]] (Mai 1977)
- McVicar (Iunie 1980 )
- Best Bits (Martie 1982 - compilație)
- Parting Should Be Painless (1984)
- Under a Raging Moon (1985)
- Can't Wait to See The Movie (Iunie 1987)
- Rocks in The Head ( 1992 )
- Martyrs & Madmen ( 1997 - compilație)
- Moonlighting (7 februarie 2005 - compilație)